# Eleanora Fagan (1915–1959): To Billie with Love from Dee Dee Bridgewater
Eleanora Fagan (1915—1959): To Billie with Love From Dee Dee Bridgewater — студийный альбом американской джазовой певицы Ди Ди Бриджуотер, вышедший в 2010 году.

## Об альбоме
Диск выпущен в честь американской джазовой певицы Billie Holiday. За этот альбом певица получила «Грэмми», в номинации За лучший вокал, это была третья награда «Грэмми» в её карьере.
Альбом занял 19-е место в американском чарте Billboard - Jazz Albums.

## Список композиций
1. «Lady Sings the Blues» (Billie Holiday, Herbie Nichols) — 3:31
2. «All of Me» (Gerald Marks, Seymour Simons) — 2:58
3. «Good Morning Heartache» (Ervin Drake, Dan Fisher, Irene Higgenbotham) — 5:10
4. «Lover Man (Oh, Where Can You Be?)» (Jimmy Davis, Roger («Ram») Ramirez, and James Sherman) — 4:43
5. «You’ve Changed» (Bill Carey, Carl Fischer) — 5:11
6. «Miss Brown to You» (Leo Robin, Richard A. Whiting, Ralph Rainger) — 2:12
7. «Don’t Explain» (Holiday, Arthur Herzog, Jr.) — 6:15
8. «Fine and Mellow» (Holiday) — 4:55
9. «Mother’s Son-In-Law» (Alberta Nichols, Mann Holiner) — 2:46
10. «God Bless the Child» (Holiday, Herzog) — 5:13
11. «A Foggy Day» (George Gershwin, Ira Gershwin) — 4:33
12. «Strange Fruit» (Abel Meeropol) — 4:16

## Участники записи
- Dee Dee Bridgewater — вокал, продюсер
- James Carter — кларнет, альто, сопрано-саксофон, саксофон
- Edsel Gomez — фортепиано
- Christian McBride — контрабас
- Lewis Nash — ударные

Производство
- Steve Genewick, Justin Gerrish — ассистенты инженера
- Sangwook «Sunny» Nam — ассистент главного инженера
- Al Schmitt — инженер
- Tulani Bridgewater Kowalski — графика
- Dan Ouellette — обложка
- Edward Powell — грим
- Doug Sax — мастеринг
- Mark Higashino — фотография